# AKVANTIS
AKVANTIS — українська компанія з понад 25-річним досвідом, яка спеціалізується на розробці, продажу та обслуговуванні систем очищення води для побутового та комерційного використання. Компанія має представництва в Україні та Німеччині, володіє шоурумами, сучасним сервісним центром і співпрацює з провідними світовими брендами у сфері водоочищення.

## Історія
Історія компанії AKVANTIS почалася з невеликого відділу продажу фільтрів у місті Олександрія. Засновник компанії, Денис Срібний, з юного віку цікавився якісними товарами та ідеєю чистої води. Перший шоурум відкрився у 2015 році в місті Дніпро. Згодом компанія виросла у міжнародну компанію з власним виробництвом і мережею філій.

## Діяльність
Компанія надає комплексні рішення в галузі водоочищення — від підбору обладнання до встановлення, обслуговування та модернізації систем. Серед продукції:
- системи зворотного осмосу,
- пом’якшувачі води,
- фільтри механічного очищення,
- системи знезалізнення,
- UV-лампи.

Окрім цього, AKVANTIS активно впроваджує інновації у сфері водоочищення, підвищуючи якість обслуговування та досвід клієнтів. Серед ключових переваг компанії:
- Розробка власного стандарту шоурумів Akvantis Experience, де клієнти можуть не лише ознайомитися з обладнанням, а й спробувати якість води на смак і на дотик;
- Використання електромобіля Volkswagen ID. Buzz для сервісного обслуговування клієнтів — перший подібний досвід у сфері водоочищення в Україні;
- Запуск власного підприємства в Німеччині після початку повномасштабної війни в Україні. У новому виробничому хабі створено сучасне обладнання на базі мембранної технології OSMO, яке, за словами компанії, має потенціал трансформувати всю галузь.

Компанія AKVANTIS має власний професійний сервісний центр, який забезпечує повний спектр послуг з обслуговування систем водоочищення. AKVANTIS встановлює та обслуговує обладнання «під ключ», що охоплює весь цикл — від підбору рішень до технічного супроводу. Серед основних послуг сервісного центру: професійна заміна картриджів у фільтрах зворотного осмосу, якісна заміна фільтрувальних завантажень у побутових та промислових установках, ефективна промивка мембран для подовження ресурсу системи, а також швидкий і надійний ремонт фільтрів та установок для очищення води.

## Представництва
- Україна: головний офіс у м. Дніпро (вул. Омеляна Пріцака, 9).
- Німеччина: офіс у м. Weilheim (Paradeisstraße 67).
- З 2023 року власне виробництво в Німеччині.

## Шоуруми

- Київ (ТЦ «Domosfera», ТЦ «Агромат»),

- Дніпро (ТЦ «Каскад Плаза»),
- Одеса (ТЦ «Мегадім»),
- Львів (ТЦ «Агромат»).

## Бренди
AKVANTIS є офіційним імпортером продукції:
- Bluewater
- Ecowater
- Grander
- UV Dynamics
- Pentair
- John Guest та ін.

## Корпоративна культура
AKVANTIS приділяє велику увагу цінностям і командній роботі. Основні принципи компанії:
- Робимо більше, ніж від нас очікують (ефект «вау»);
- Виконуємо роботу на найвищому рівні;
- Оцінюємо співробітників за результатами;
- Підтримуємо культуру командної роботи;
- Використовуємо тільки найкращі рішення, не економимо на якості;
- Заохочуємо навчання та професійний розвиток;
- Постійно вдосконалюємося;
- Отримуємо задоволення від своєї справи;
- Популяризуємо спорт та здоровий спосіб життя;
- Дотримуємось екологічної відповідальності;
- Формуємо команду чесних і відповідальних людей.

Підхід компанії AKVANTIS до ведення бізнесу та формування корпоративної культури базується на ідеях, викладених у відомих бізнес-книгах. Серед них — «Доставка щастя» Тоні Шея, яка надихнула компанію на створення клієнтоорієнтованого сервісу та культивування позитивної внутрішньої атмосфери; «Дао Toyota» Джефрі Лайкера — як модель для постійного вдосконалення процесів і якості; а також «Вийди із зони комфорту» Браяна Трейсі, що мотивує до особистісного зростання, подолання викликів і досягнення високих результатів.

## Суспільна активність
Компанія AKVANTIS стала першою, що взяла участь у проєкті «СЕО на один день» з Олегом Гороховським.